# Bobby Bitch
«Bobby Bitch» — другий сингл американського репера Боббі Шмерди. 7 листопада 2014 відеокліп завантажили на VEVO-канал виконавця. Режисер: Кліфтон Белл.

## Чартові позиції
| Чарт (2014)                             | Найвища позиція |
| --------------------------------------- | --------------- |
| США (Billboard Hot 100)                 | 92              |
| США (Hot R&B/Hip-Hop Songs) (Billboard) | 25              |
| США (Rap Songs) (Billboard)             | 21              |